# Zsófia Reisinger
Zsófia Reisinger (5 novembre 1989) è una tuffatrice ungherese.
Ha vinto tre medaglie di bronzo alle rassegne europee di tuffi. Si è ritirata dall'attività agonistica nel maggio 2016.

## Palmarès
- Europei di nuoto

Berlino 2014: bronzo nella piattaforma 10 m sincro.
Rostock 2015: bronzo nella piattaforma 10 m sincro.
Londra 2016: bronzo nel sincro 10 m.